# لیموناد (ترانه اینترنت مانی، گانا و دان تالیور)
«لیموناد» (به انگلیسی: Lemonade) ترانه‌ای از کالکتیو هیپ هاپ و ناشر موسیقی آمریکایی اینترنت مانی و رپرهای آمریکایی گانا و دان تالیور به‌همراهٔ رپر کانادایی ناو می‌باشد که در ۱۴ اوت سال ۲۰۲۰ به‌عنوان دومین تک‌آهنگ از نخستین آلبوم استودیویی اینترنت مانی تحت عنوان پس‌از طوفان منتشر گردید.